# Wybory parlamentarne w Grecji w 2004 roku
Wybory parlamentarne w Grecji w 2004 roku – wybory do greckiego parlamentu, Izby Deputowanych odbyły się 7 marca.

## Wyniki wyborów
Wybory parlamentarne wygrała z wynikiem 45,36% Nowa Demokracja z Konstantinosem (Kostasem) Karamanlisem na czele, która objęła rządy w kraju. Frekwencja wyborcza wyniosła 76,62%.
| Partia polityczna | Partia polityczna                        | Liczba głosów      | %     | Liczba mandatów | +/– |
| ----------------- | ---------------------------------------- | ------------------ | ----- | --------------- | --- |
|                   | Nowa Demokracja (ND)                     | 3 360 424          | 45,36 | 165             | +40 |
|                   | Panhelleński Ruch Socjalistyczny (PASOK) | 3 003 988          | 40,55 | 117             | −41 |
|                   | Komunistyczna Partia Grecji (KKE)        | 436 818            | 5,90  | 12              | +1  |
|                   | Radykalna Lewica (SYRIZA)                | 241 714            | 3,26  | 6               | 0   |
|                   | Ludowe Zgromadzenie Prawosławne (LAOS)   | 162 492            | 2,19  | -               | -   |
|                   | Demokratyczny Ruch Społeczny (DIKKI)     | 132 933            | 1,79  | -               | -   |
|                   | Pozostałe                                | 70 005             | 0,95  | -               | -   |
|                   | Razem                                    | 7 408 374 (76,62%) |       | 300             |     |

Rozmieszczenie mandatów w Parlamencie Grecji
Wyniki w poszczególnych okręgach